# 181298 Ladányi
181298 Ladányi è un asteroide della fascia principale. Scoperto nel 2006, presenta un'orbita caratterizzata da un semiasse maggiore pari a 3,0345586 UA e da un'eccentricità di 0,1343099, inclinata di 16,82091° rispetto all'eclittica.